# ヒルコ

国生み神話 SVGで表示（対応ブラウザのみ）

ヒルコ（水蛭子、蛭子神、蛭子命）は、日本神話に登場する神。蛭児とも。

## 神話の記述
『古事記』において国産みの際、イザナキ（伊邪那岐命）とイザナミ（伊邪那美命）との間に生まれた最初の神。しかし、子作りの際に女神であるイザナミから先に男神のイザナキに声をかけた事が原因で不具の子に生まれたため、葦船に入れられオノゴロ島から流されてしまう。次に生まれたアハシマと共に、二神の子の数には入れないと記されている。棄てられた理由について『古事記』ではイザナキ・イザナミ神の言葉として「わが生める子良くあらず」とあるのみで、どういった子であったかは不明。後世の解釈では、水蛭子とあることから水蛭のように手足が異形であったのではないかという推測を生んだ。あるいは、胞状奇胎と呼ばれる形を成さない胎児のことではないかとする医学者もある。
『日本書紀』では「蛭児」と表記される。一書には複数回現れ、イザナギ・イザナミが生んだ最初または2番目の神として『古事記』に似たものもあるが、本文では三貴子（みはしらのうずのみこ）のうちアマテラスとツクヨミの後、スサノオの前に生まれ、三歳になっても脚が立たなかったため、天磐櫲樟船（アメノイワクスフネ。堅固なクスノキで作った船）に乗せて流した、とする。中世以降に起こる蛭子伝説は主にこの日本書紀の説をもとにしている。この「三歳」は日本書紀で最初に年を数えた記述である。
始祖となった男女二柱の神の最初の子が生み損ないになるという神話は世界各地に見られる。特に東南アジアを中心とする洪水型兄妹始祖神話との関連が考えられている。

## 伝承・信仰
流された蛭子神が流れ着いたという伝説は日本各地に残っている。『源平盛衰記』では、摂津国に流れ着いて海を領する神となって夷三郎殿として西宮に現れた（西宮大明神）、と記している。日本沿岸の地域では、漂着物をえびす神として信仰するところが多い。ヒルコとえびす（恵比寿・戎）を同一視する説は室町時代からおこった新しい説であり、それ以前に遡るような古伝承ではないが、古今集注解や芸能などを通じ広く浸透しており、蛭子と書いて「えびす」と読む地名ならびに名字も存在する。現在、ヒルコ（蛭子神、蛭子命）を祭神とする神社は多く、和田神社（神戸市）、西宮神社（兵庫県西宮市）などで祀られているが、恵比寿を祭神とする神社には恵比寿＝事代主とするところも多い。
平安期の歌人大江朝綱は、「伊井諾尊」という題で、「たらちねはいかにあはれと思ふらん三年に成りぬ足たたずして」と詠み、神話では触れていない不具の子に対する親神の感情を付加し、この憐憫の情は、王権を脅かす穢れとして流された不具の子を憐れみ、異形が神の子の印（聖痕）とするのちの伝説や伝承に引き継がれた。海のかなたから流れ着いた子が神であり、いずれ福をもたらすという蛭子の福神伝承が異相の釣魚翁であるエビス（夷/恵比寿など）と結びつき、ヒルコとエビスの混同につながったとされる。また、ヒルコは日る子（太陽の子）であり、尊い「日の御子」であるがゆえに流された、とする貴種流離譚に基づく解釈もあり、こちらでは日の御子を守り仕えたのがエビスであるとする。
不具の子にまつわる類似の神話は世界各地に見られるとされるが、神話において一度葬った死神を後世に蘇生させて伝説や信仰の対象になった例は珍しいという。